# Venecia, Nicaragua
Venecia är en badort, en halvö och en comarca i kommunen El Viejo i västra Nicaragua. Den ligger vid Stillahavskusten i naturreservatet Estero Padre Ramos, mellan en lång sandstrand och ett estuarium. Comarcan har 283 invånare (2005).